# 成在基
成在基（韓語：성재기，1967年9月11日—2013年7月26日），是韓國的男性主義者，以及自由主義哲學家。號審軒（韓語：심헌）、心軒、青竹（韓語：청죽）、字臨聖（韓語：임성）。筆名青狼（韓語：푸른늑대）、動拔博士（韓語：똥발바쓰）、動拔（韓語：똥발）。本貫昌寧成氏。
他是2000年代的韓國男性主義運動和男性解放運動，自由主義運動的領導人物之一。2008年男權組織「男性連帶」的創建者及首任主席，該組織主張廢除「女性家族部」。他因為反對女性主義、自由戀愛、性自由及男性解放而頗受爭議。他也是軍加算點制恢復運動的支持者，及1999年至2000年女性特惠政策的反對活動參與者。
2013年7月26日，他從首爾麻浦大橋跳下，因而身亡。

## 生平

### 早年
成在基出生在大邱，先后就读于大邱大倫中學校，大倫高等學敎和大邱嶺南大學經濟學科。幼年时期他就反對男性气概的要求和家长制又家父长制，與他後來參與男性解放运动頗為關係。
1987年至1990年，他在韓國國軍服兵役。青年期的一段時間，他在大邱的一家夜总会任職，2000年10月26日至2006年11月30日，他擔任湯瑪斯·麥克弗萊顧問與人力仲介公司〔토마스 맥플라이 컨설팅 & 헤드헌팅사〕總經理。

### 男性人权活动
1999年10月19日韓國「軍加算點制」（韓國的退伍軍人就業積點優惠制度）和軍服務年數號俸認定（군필자 호봉 인정제도）的廢止，是他加入男性人权活动的直接原因。
他發起家庭暴力被害丈夫、被赶走的丈夫與青年、离家男人及离家出走青少年的保护救济活動。他在2008年捐資建立男性保护機構，提供无所归依男性的食宿、受害男性的治疗與面谈，並积极支援诉讼费。
他也是男同性恋和变性人的同情者，反对歧视同性恋的行为。同他是主動的家父長制反對運動和家庭，結婚制度于男性的解放運動。他的力說,爲男性于脫出及家族制度的拘束，家父長制的壓制。
長期以來他是男性解放論的提倡者，遭到很多人的白眼。他经常反复强调男性主義，主張不要无条件地忍耐痛苦。他一再指出韓國社會對男性的对强迫劳动和要求牺牲的不合理，敦促男人们抵抗。

### 男性連帶的活动
1999年至2000年間，他針對韓國政府的种种女性特惠政策又女性割當制，帶領反對活動；並推動韓國國軍服役者補償運動。同時，他以個人財產支援夫妻间的家庭暴力被害男性，提供男性离婚诉讼的免费咨询，支援貧民男性及下乡扶贫活動。
2007年以后，他針對男性卑下題材的電視節目，推動廣告撤除及修正活動。對於虛僞性暴行誣告案件，他推動被害者救濟和法律諮詢活動。2011年1月3日及2013年1月31日他是支援及斡旋婚事，韓國貧民層男性，農村老總角，男性残废人和外國人女性。他于國際結婚斡旋婚事及結婚費用的支援。
2007年11月至2008年2月，他領導廢止韓國政府部署女性家族部的請願運動。 2008年1月26日，創建男性連帶，並擔任首任主席。

### 死亡
2008年以后，他是诉讼费的支付及家庭暴力侵害的男性和妻子有外遇的侵害男性，但是2013年他于债务而挣扎。
2013年7月25日，成在基在男性连带网站上留言说：“市民们，希望你们献份爱心为男性连带捐助1亿韩元。我将跳入汉江。”7月26日下午，成在基与三名秘书和二名記者攀登家鄉首爾特別市麻浦區麻浦大橋，隨後他在橋上投身坠落。投身前他留下遺言“男性也是人（／）”。
7月29日下午3時，在首尔西江大桥南端150m发现成在基的尸体。

## 家庭
1994年10月7日，他和血液內科專門醫師朴恩慶結婚，生二女。

## 外部連結
- （页面存档备份，存于） 男性聯帶網站 
- （页面存档备份，存于） 成在基的Twitter 
- （页面存档备份，存于） 女性部廢止運動本部 
- （页面存档备份，存于） 反女性主義男性解放連帶 
- '성매매 안하면 현금준다?' 캠페인 논란 
- （页面存档备份，存于） 그는 왜 여성부 폐지에 '목숨'을 걸었나? 머니투데이 2012.01.04 
- （页面存档备份，存于） '이기적 여성들'에 일침…성재기, 대체 누굴까? 

| 前任： - | 男性連帶主席 首任：2006年11月26日－2013年7月26日 | 繼任： 韓昇旿 |